# Універмаг (фільм, 1941)
Універмаг (англ. The Big Store) — американський комедійний мюзикл Чарльза Райснера 1941 року з братами Маркс в головній ролі.

## Сюжет
Супермаркет «Фелпс» має бути проданий його новим співвласником, Томмі Роджерсом, з дозволу Марти Фелпс, вдови, що успадкувала магазин. Діючий менеджер проти всього цього, так як на світ вилізуть численні приписки та махінації з бухгалтерськими книгами. Він організовує замах на життя Томмі, яке завершується невдало. Марта наймає найгіршого сищика в світі, Вольфа Джей Флайвелла, тіло-охоронцем Томмі. Ось тут то і починається весь «сир-бор» і повна плутанина, влаштована братами Маркс.

## У ролях
- Брати Маркс:
  - Граучо Маркс — Вольф Джей Флайвелл
  - Чіко Маркс — Равелі
  - Гарпо Маркс — Вакі
- Тоні Мартін — Томмі Роджерс
- Вірджинія Грей — Джоан Саттон
- Маргарет Дюмон — Марта Фелпс
- Дагласс Дамбрілл — містер Гровер
- Вільям Таннен — Фред Саттон
- Меріон Мартін — Пеггі Арден
- Вірджинія О'Браєн — Кіті

## Музичні номери
- "If It's You"- Тоні Мартін
- "Sing While You Sell"- Вірджинія О’Браєн
- "Rock-a-bye Baby"- Вірджинія О’Браєн
- "Mama Yo Quiero"- Чіко і Гарпо
- "Mozart's Sonata in C major" - Гарпо
- "Beethoven's Minuet" - Гарпо
- "Tenement Symphony"- Тоні Мартін